# Adoretus afghanus
Adoretus afghanus är en skalbaggsart som beskrevs av Machatschke 1958. Adoretus afghanus ingår i släktet Adoretus och familjen Rutelidae. Inga underarter finns listade i Catalogue of Life.